# Falschakzeptanzrate
Die Falschakzeptanzrate oder FAR (auch false acceptance rate oder false accept rate, selten false acception rate oder false acceptance ratio) ist ein Begriff der Biometrie. Er beschreibt die Wahrscheinlichkeit bzw. relative Häufigkeit, mit der ein Sicherheitssystem den Zugang gewährt, obwohl die Person keine Zugangsberechtigung hat. In der Medizin und im Zusammenhang mit der Detektion von z. B. Computerviren oder Spam spricht man auch von der false positive rate (vgl. falsch positiv).
Die FAR ist ein Sicherheitsmerkmal. Sie beschreibt die Fehler 1. Art des Erkennungstests.
Die false match rate (FMR) wird oft synonym zur FAR verwendet. Bei der Berechnung der FMR werden jedoch Zugangsversuche, die zum Beispiel aufgrund schlechter Bildqualität von vornherein abgewiesen werden, nicht berücksichtigt. Somit steht die FMR eher für die Erfassungsversuche, während die FAR die Erfassungstransaktionen abbildet.
Die FAR wird allgemein als wichtigstes Kriterium für die Qualität einer Biometrielösung angesehen, lässt sich andererseits aber nicht global angeben, da sie von vielen verschiedenen inneren und äußeren Faktoren abhängig ist. Ein typischer Wert ist z. B. eine FAR von {\displaystyle {\frac {1}{100.000}}} oder {\displaystyle 1\cdot 10^{-5}}. Das heißt, im statistischen Mittel wird von 100.000 unberechtigten Zugangsversuchen einer zum Erfolg führen.
Bei der Identifizierung steigt die FAR im Gegensatz zur Verifizierung rapide an, da jedem Zugangsversuch nicht nur eine, sondern viele Referenzen gegenüberstehen. Biometriesysteme müssen diese unterschiedlichen Anforderungen berücksichtigen.

## Aussagekraft
Im Zusammenhang zur FAR steht immer die Falschrückweisungsrate (FRR), die die Wahrscheinlichkeit angibt, mit der eine berechtigte Person abgewiesen wird. Im Gegensatz zur FAR, die als Sicherheitsmerkmal zu verstehen ist, stellt eine kleine FRR ein Komfortmerkmal dar. Je kleiner die FAR, umso größer die FRR und umgekehrt. Eine Formel zur Berechnung des einen Wertes aus dem anderen existiert allerdings nicht. Beide Werte müssen durch Versuche ermittelt werden.
Um verlässliche Aussagen über ein Biometriesystem machen zu können und einen geeigneten Kompromiss zwischen Sicherheit und Komfort zu finden, wären beide Angaben vonnöten. Aus Marketinggründen wird jedoch oft die singuläre Angabe einer besonders klein gewählten FAR bevorzugt.